# 絹市
絹市（きぬいち）は、絹及びその派生商品である生糸・真綿・絹織物などを取り扱う市場。

## 概要
関東地方西部の上野国・武蔵国では、室町時代以後に絹の生産が盛んになり市場でも絹やその派生商品を取り扱うようになった。この地域の絹市に由来に関する伝承でも、上野国伊勢崎・桐生など、戦国時代・安土桃山時代に由来があるとされる場所が多い。
京都の西陣のような代表的な絹織物生産地は、元来明などからの輸入材料に依存してきたが、糸割符制度や鎖国体制によって制約を受けるようになり、また一方で江戸幕府も金銀の海外流出を防ぐ手段として国産生糸の生産と質の向上を促す政策を取った。
そのため、次第に国内産の生糸や絹織物の生産が盛んになった。上野・武蔵地域でも同様であり、慶長から元禄にかけては様々な商品を扱ってきた上野国藤岡の市場は享保年間に江戸の越後屋や白木屋が生糸や絹織物買付を目的とした出店を設置するなど絹を専門に扱う市場に変化していき、西上野地域最大の絹市へと発展していった。東上野地域では桐生織で知られた桐生がその役割を果たした。
絹市は六斎市で開かれることが多く、せり商人やこの地を訪れた買付人を宿泊させるとともに絹買付の仲介にもあたった絹宿が活動し、彼らの中から行事が選ばれて市の運営にあたった。また、寛保年間には甲斐国上野原にも絹市が成立するなど、江戸の都市発展とそれに伴う絹需要の増大が周辺地域の絹生産地における絹市の成立に影響を与え、関東近辺の絹市は江戸の生糸・織物などの仕入機関としての役割を果たすようになった。